# Almere Haven

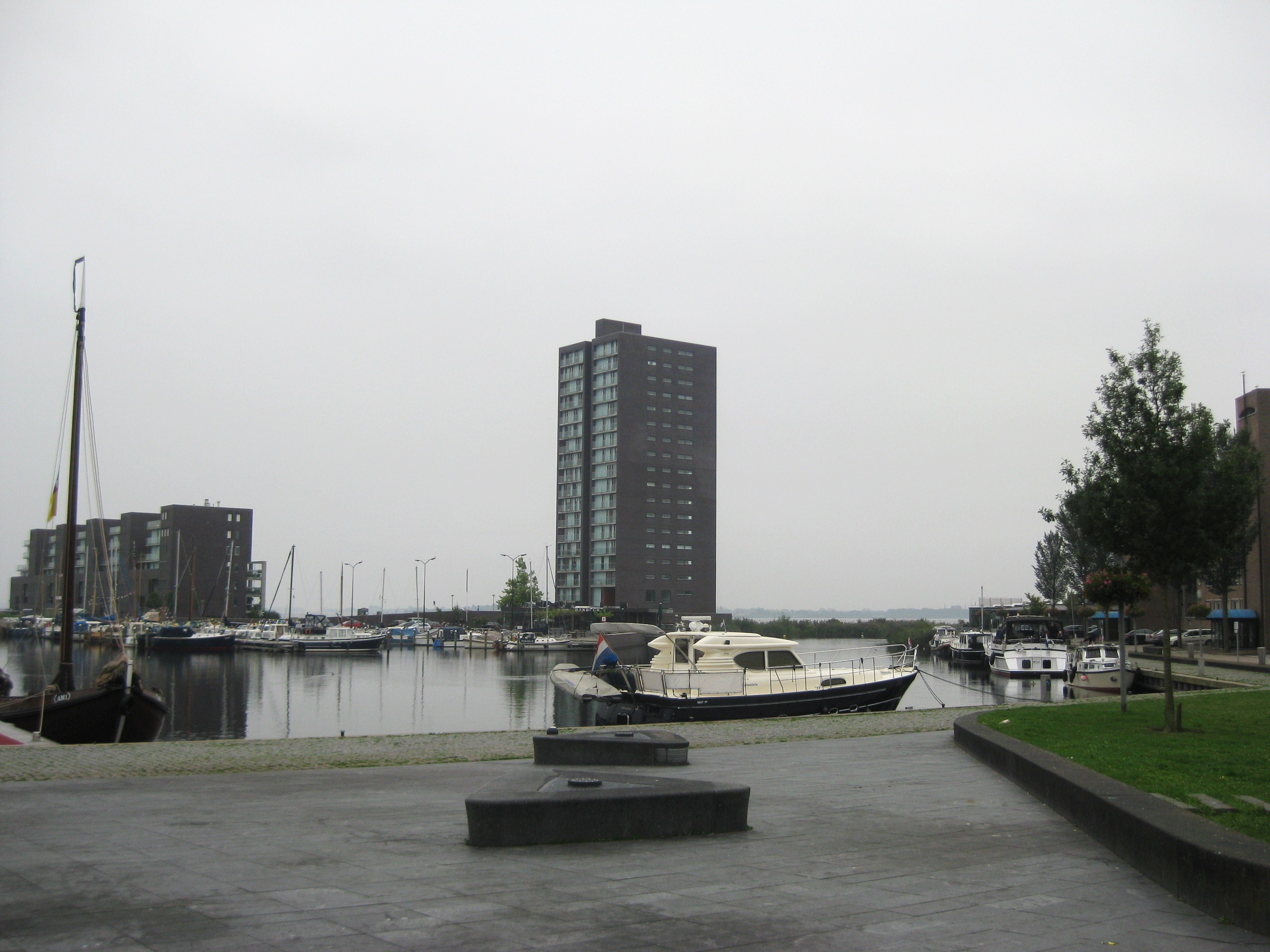
De haven van Almere Haven

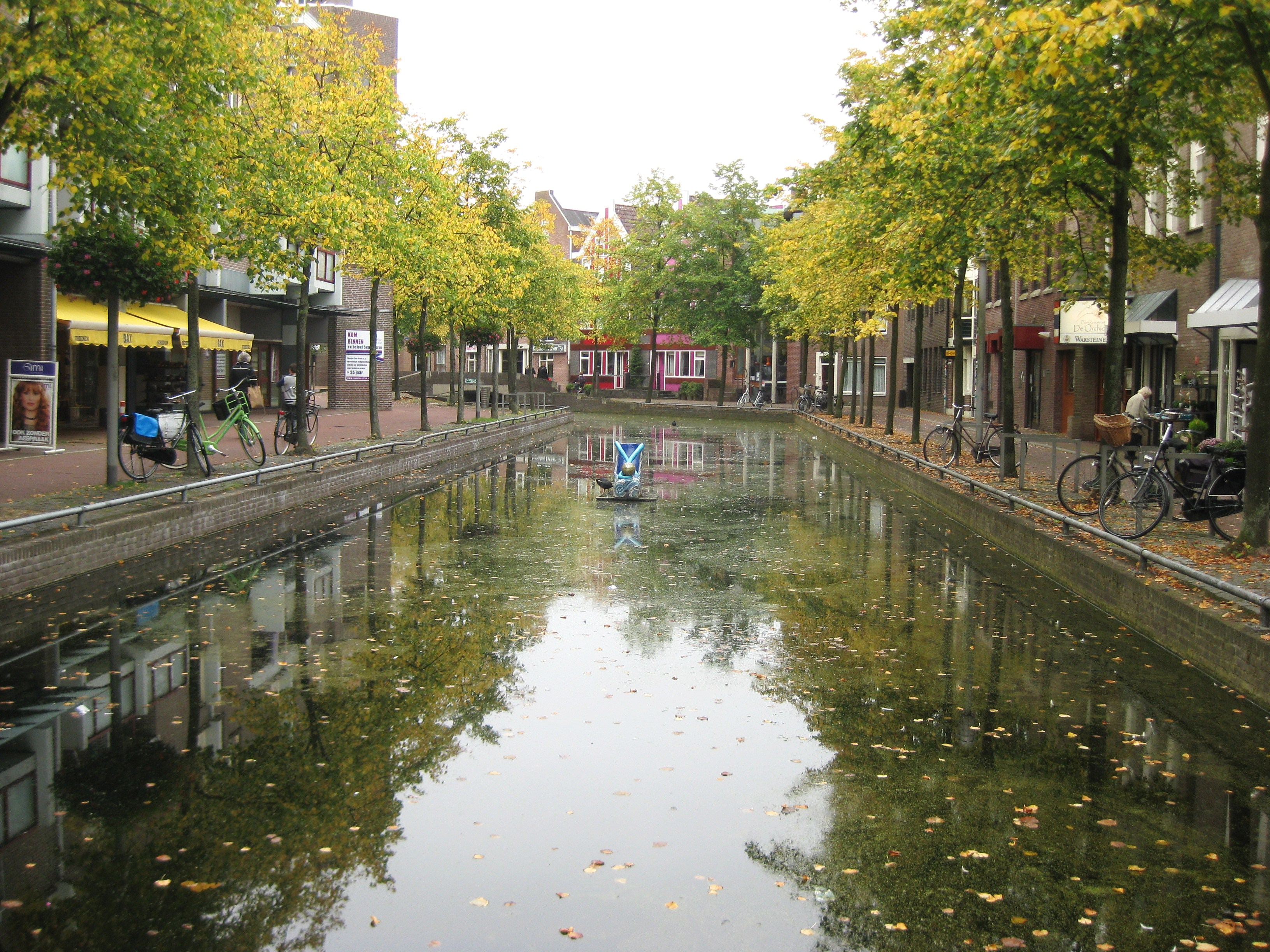
Kerkgracht, Almere Haven

Almere Haven is een stadsdeel binnen de gemeente Almere in de Nederlandse provincie Flevoland. Het stadsdeel ligt aan het Gooimeer. Op 1 januari 2023 telde het stadsdeel 21.685 inwoners, verdeeld over 9.921 woningen, op een oppervlakte van 9,51 km². Het is naar oppervlakte gemeten het kleinste stadsdeel van Almere.

## Geschiedenis
Almere Haven is het oudste stadsdeel van Almere en is opgezet als bloemkoolwijk. De eerste woningen werden opgeleverd in november 1976, toen de eerste bewoners arriveerden, destijds vooral Amsterdammers. Ook werd dat jaar multifunctioneel gebouw De Roef geopend. Toen was de officiële naam Almere-Haven, maar het werd vaak aan elkaar geschreven, als "Almerehaven". Bij de instelling van de gemeente Almere op 1 januari 1984 werd tevens de naam van dit stadsdeel gewijzigd.
In Almere Haven wordt jaarlijks het landelijk bekende Havenfestival georganiseerd. Ook wordt de laatste jaren de Almeerse Triathlon weer in Almere Haven georganiseerd, nadat het centrum mede vanwege de grootscheepse verbouwingen aldaar, niet meer voldeed.
Het middelpunt van het stadsdeel bevindt zich aan het Gooimeer. Hier ligt de havenkom met vele restaurantjes, en onder andere een casino en een kleine jachthaven. Het onafgebouwde kasteel Almere bevindt zich in Almere Haven.

## Wijken
In Almere Haven liggen de volgende wijken:
- De Gouwen
- De Grienden
- De Hoven
- De Laren
- De Marken
- De Meenten
- De Velden
- De Werven
- De Wierden
- Haven Centrum
- Overgooi

De Steiger, De Paal en Stichtsekant zijn de grootste industrieterreinen van Almere Haven.

## Openbaar vervoer

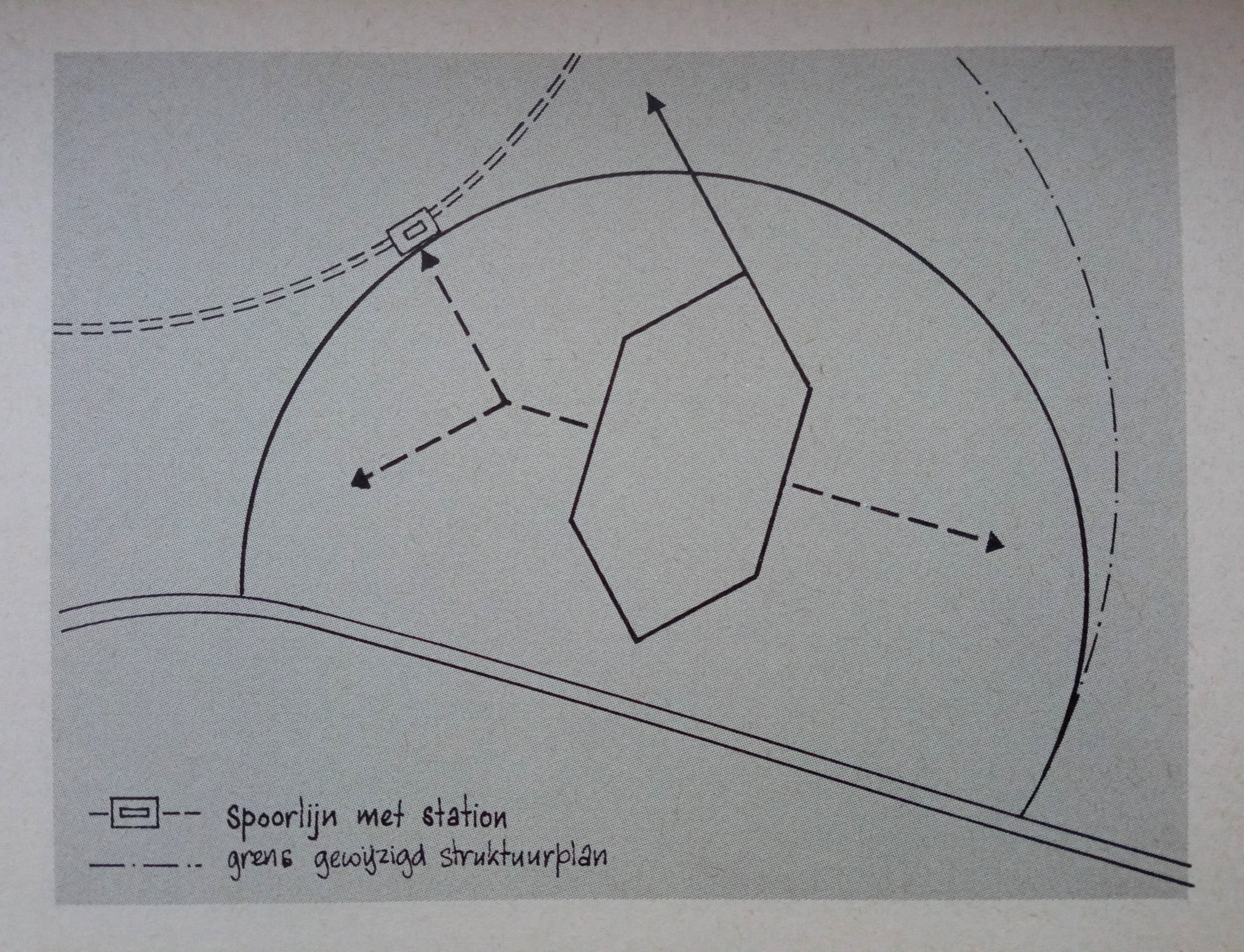
Alternatief ontwerp Flevolijn, met gepland station in Almere Haven (1974)

Almere Haven wordt bediend door een stadsbus onder de formule allGo en een streekbus onder de formule R-net. Deze bussen worden gereden door Keolis Nederland. Ten noorden van Almere Haven bevindt zich tevens Busstation ’t Oor. Er is geen treinstation in Almere Haven, al was er tijdens het plannen wel rekening mee gehouden. Bij 50.000 of meer inwoners in Almere Haven zou de spoorlijn volgens dit alternatieve plan nog omgelegd kunnen worden.

## Geboren
- Bente Becker (1985), politica (VVD)

Almere Stad · Almere Haven · Almere Buiten · Almere Hout · Almere Poort · Almere Pampus

Flevoland: Steden en dorpen      Nederland: Provincies · Gemeenten